# Guaviyú
Guaviyú és una entitat de població de l'Uruguai al sud-est del departament de Rivera. És a 195 metres sobre el nivell del mar. Té una població aproximada de 1.377 habitants.